# Romeo Must Die: The Album
Romeo Must Die: The Album é a trilha sonora do filme de ação Romeo Must Die (2000), dirigido por Andrzej Bartkowiak. Lançada em 28 de março de 2000, através da Blackground Records e Virgin Records, em associação com a Warner Bros. Records, a trilha sonora é composta por músicas dos gêneros R&B e Hip-Hop. As gravações ocorreram entre maio de 1999 e janeiro de 2000.
A produção foi administrada por vários produtores musicais, incluindo Irv Gotti, Rapture Stewart, Ant Banks, Eric Seats, Mannie Fresh, J Dub, e Timbaland, que também atuou como produtor executivo ao lado de Barry Henkerson, Jomo Henkerson e a estrela do filme, Aaliyah. A trilha sonora conta com contribuições de Aaliyah, que aparece em quatro faixas, assim como B.G., Chanté Moore, Dave Hollister, Destiny's Child, Ginuwine, Joe, Lil' Mo, Mack 10, Playa, Stanley Clarke, The Comrads e entre outros.
Três singles e clipes foram lançados da trilha sonora: O hit mundial de Aaliyah, "Try Again" (dirigido por Wayne Isham), o dueto de Aaliyah e DMX, "Come Back in One Piece" (dirigido por Little X) e "We At It Again" do duo Timbaland & Magoo (dirigido por Chris Robinson), que introduziu o irmão mais novo de Timbaland, o rapper Sebastian, ao público. A revista Q Magazine incluiu a trilha sonora em sua lista das "5 Melhores Compilações de 2000".
Em agosto de 2021, foi anunciado que os trabalhos de Aaliyah gravados para a Blackground (agora denominada Blackground Records 2.0) seriam relançados nos formatos físico e digital e, pela primeira vez, nas plataformas de streaming, através de um novo acordo feito entre a gravadora e a Empire Distribution. Romeo Must Die: The Album foi relançada em 3 de setembro de 2021.

## Desempenho comercial
Nos Estados Unidos, a trilha sonora estreou na 3ª posição da Billboard 200 e alcançou o topo da parada Top R&B/Hip-Hop Albums, vendendo 203.000 cópias em sua primeira semana. Recebeu o certificado de platina da Recording Industry Association of America (RIAA), em 2 de maio de 2000, por vender mais de um milhão de cópias no país. Pelo fim de 2000, a trilha sonora vendeu 1.3 milhão de cópias e 1.5 milhão de cópias em 2001. Mundialmente, a trilha sonora vendeu mais de 2.5 milhões de cópias.
No Canadá, a trilha sonora alcançou a 4ª posição e foi certificada platina pela Music Canada. A trilha alcançou a 6ª posição na Alemanha e fechou o ano na 76ª colocação. Em 2013, a trilha sonora também recebeu o certificado de prata pela British Phonography Industry.

## Recepção da crítica
Escrevendo para a AllMusic, Derrick Mathis afirmou que o disco é "tudo aquilo que você espera da trilha sonora de um filme liderado pela música hip hop" e citou as quatro canções de Aaliyah como maiores destaques do álbum. As canções de Aaliyah também foram destacadas pela Entertainment Weekly, que também elogiou a produção "hábil" de Timbaland ao longo da trilha sonora. Robert Christgau, do The Village Voice, deu a nota "A-" para o álbum, aclamando a "variedade indispensável" dos cantores que contribuíram para a trilha sonora, ao passo que descreve a faixa "Woozy", do trio Playa, como a melhor canção do projeto.

## Lista de faixas
| N.º            | Título                                   | Compositor(es)                                                                                        | Intérprete(s)            | Duração |  |
| 1.             | "Try Again"                              | Stephen Garrett Timothy Mosley                                                                        | Aaliyah                  | 4:45    |  |
| 2.             | "Come Back in One Piece"                 | Garrett Earl Simmons Irving Lorenzo Robert Mays Bernard Worrell George Clinton William Collins        | Aaliyah e DMX            | 4:19    |  |
| 3.             | "Rose in a Concrete World (J Dub Remix)" | Joseph Thomas Joshua Paul Thompson                                                                    | Joe                      | 4:50    |  |
| 4.             | "Rollin' Raw"                            | Christopher Dorsey Byron Thomas                                                                       | B.G.                     | 4:00    |  |
| 5.             | "We At It Again"                         | T. Mosley Melvin Barcliff Garrett Garland Mosley                                                      | Timbaland & Magoo        | 4:45    |  |
| 6.             | "Are You Feelin' Me?"                    | Melissa Elliott T. Mosley                                                                             | Aaliyah                  | 3:11    |  |
| 7.             | "Perfect Man"                            | Beyoncé Knowles Eric Seats Rapture Stewart                                                            | Destiny's Child          | 3:47    |  |
| 8.             | "Simply Irresistible"                    | Garrett T. Mosley Brian Kidd                                                                          | Ginuwine                 | 4:01    |  |
| 9.             | "It Really Don't Matter"                 | Edward Ruiz Franchesco Ferraro Juan Enrique Figueroa Louis M. Vizzo Robert Scalere Jr. Jeffery Walker | Confidential             | 4:08    |  |
| 10.            | "Thugz"                                  | Dedrick D'Mon Rolison Kelly Garmon Terrell Anderson Anthony Banks                                     | Mack 10 e The Comrads    | 4:13    |  |
| 11.            | "I Don't Wanna"                          | Johntá Austin Phalon Alexander Donnie Scantz Kevin Hicks                                              | Aaliyah                  | 4:16    |  |
| 12.            | "Somebody's Gonna Die Tonight"           | Dave Bing Cynthia Loving Lorenzo Mays                                                                 | Dave Bing e Lil' Mo      | 4:36    |  |
| 13.            | "Woozy"                                  | Garrett Benjamin Bush Jawaan Peacock Matthew Brown                                                    | Playa                    | 4:10    |  |
| 14.            | "Pump the Brakes"                        | Bush Seats Stewart                                                                                    | Dave Hollister           | 4:27    |  |
| 15.            | "This Is a Test"                         | Chanté Moore Seats Stewart Garrett                                                                    | Chanté Moore             | 3:20    |  |
| 16.            | "Revival"                                | Kyme Dang Melody Calaguas Walker                                                                      | Non-A-Miss               | 4:57    |  |
| 17.            | "Come On"                                | Sonja Holder Anthony Moody                                                                            | Sonja Blade              | 3:50    |  |
| 18.            | "Swung On"                               | Stanley Clarke Myron McKinley                                                                         | Stanley Clarke e Politix | 3:16    |  |
| Duração total: | Duração total:                           | Duração total:                                                                                        | Duração total:           | 1:14:25 |  |

### Outras canções
- Essas canções aparecem no filme, porém não foram lançadas na trilha sonora:
  - "First I'm Gonna Crawl" interpretada por DMX
  - "You're Not from Brighton" interpretada por Fatboy Slim
  - "I See You Baby (Full Frontal Mix)" interpretada por Groove Armada e Gramma Funk
  - "Inside My Mind/Blue Skies" interpretada por Groove Armada
  - "High Roller" and "Keep Hope Alive" interpretada por The Crystal Method
  - "Going Home" interpretada por DJ Frane

## Tabelas musicais

### Tabelas semanais
| Tabelas musicais (2000)                             | Melhor posição |
| --------------------------------------------------- | -------------- |
| Austrália (ARIA)                                    | 15             |
| Áustria (Ö3 Austria)                                | 18             |
| Bélgica (Ultratop Flanders)                         | 15             |
| Bélgica (Ultratop Wallonia)                         | 14             |
| Canadá (RPM)                                        | 4              |
| Países Baixos (Album Top 100)                       | 59             |
| França (SNEP)                                       | 60             |
| Alemanha (Offizielle Top 100)                       | 6              |
| Nova Zelândia (RMNZ)                                | 17             |
| Suíça (Schweizer Hitparade)                         | 18             |
| Reino Unido UK R&B Albums (OCC)                     | 14             |
| Estados Unidos (Billboard 200)                      | 3              |
| Estados Unidos - Top R&B/Hip-Hop Albums (Billboard) | 1              |

### Tabelas de fim de ano
| Tabelas musicais (2000)                             | Melhor posição |
| --------------------------------------------------- | -------------- |
| Alemanha (Offizielle Top 100)                       | 76             |
| Estados Unidos Billboard 200                        | 60             |
| Estados Unidos - Top R&B/Hip-Hop Albums (Billboard) | 19             |

## Certificações
| Região                                                | Certificado | Unidades certificadas/vendas |
| ----------------------------------------------------- | ----------- | ---------------------------- |
| Canadá (Music Canada)                                 | Platina     | 100.000^                     |
| Reino Unido (BPI)                                     | Prata       | 60.000^                      |
| Estados Unidos (RIAA)                                 | Platina     | 1.000.000^                   |
| ^ Números de remessa baseados apenas na certificação. |             |                              |